# Пеньяс
Пе́ньяс (ісп. Peñas — «затока нещастя») — затока Тихого океану біля берегів південного Чилі (XI Регіон Айсен), між півостровом Тайтао на півночі та островами Гуаянеко (Бірон та Вагер) на півдні. Розташована між 46° 50' та 47° 40' пд. ш.
Затока відкрита із заходу штормам Тихого океану, тому погода тут досить сувора. Береги гористі. Вдається в суходіл на 80 км. Ширина приблизно 65 км. Глибина до 146 м.
Температура води протягом року в середньому 8—9 °C. Опадів 3000—4000 мм на рік.
У затоці розташований великий острів Хавьєр. Північні та східні береги, що омиваються затокою, належать до національного парку Лагуна-Сан-Рафаель.
Припливи неправильні напівдобові, їх величина становить 1,6 м.